# Wachovia

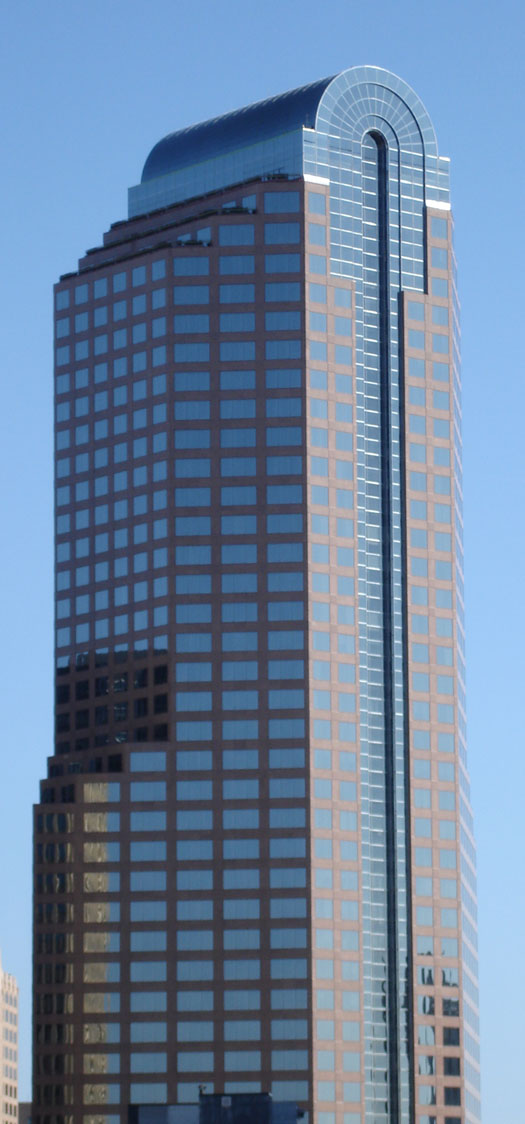
One Wells Fargo Center, vormals One Wachovia Tower, war die Hauptverwaltung in Charlotte, North Carolina

Die Wachovia Corporation [wʌˈkoʊvɪə] mit Sitz in Charlotte, North Carolina, war eine der größten Bankenketten der Vereinigten Staaten. Sie wurde 1879 in Winston (jetzt Winston-Salem), North Carolina gegründet. Das Unternehmen hatte zuletzt rund 120.000 Beschäftigte und ein Anlagevermögen von 808,9 Mrd. US-Dollar.

## Geschichte
Die Wachovia National Bank fusionierte 1911 mit der (1893 gegründeten) Wachovia Loan and Trust, das neue Unternehmen trug seither den Namen Wachovia Corporation.
1986 kaufte Wachovia die First National Bank of Atlanta, in den darauffolgenden Jahren noch mehrere kleinere Banken und Finanzdienstleister.
2001 schloss sich die Wachovia Corporation überraschend mit der First Union Corporation zusammen. Obwohl First Union hierbei das übernehmende Unternehmen war, wurde der Name Wachovia übernommen und die Marke First Union wurde bis 2003 vollständig abgelöst. Weitere Akquisitionen in den darauffolgenden Jahren machten die Wachovia Corporation zur viertgrößten Bank der Vereinigten Staaten.
Im Mai 2007 übernahm Wachovia die amerikanischen Broker und Finanzdienstleister A. G. Edwards für 6,8 Mrd. Dollar.

### Kriminelle Verstrickungen
Der amerikanische Ermittler Robert Mazur deckte auf, dass die Wachovia-Bank stark in die internationale Geldwäsche involviert war. So sollen 400 Milliarden Dollar Schwarzgeld aus Mexiko über Konten der Bank geschleust worden sein, um die wahre Herkunft der Gelder zu verschleiern.

### Finanzkrise 2007/2008
Am 14. April 2008 wurde bekannt, dass Wachovia im Zuge der Finanzkrise ab 2007 einen Quartalsverlust von ca. zwei Milliarden Dollar erwirtschaftet hat. Vorstandschef Ken Thompson begründet dies mit „beispiellosen wirtschaftlichen Bedingungen“. Infolge der hohen Verluste wurde Ken Thompson am 2. Juni 2008 entlassen und durch Lanty Smith ersetzt. Besonders betroffen von der US-Immobilienkrise war Wachovia durch den 2006 erfolgten Kauf der Hypothekenbank Golden West Financial Corp. Damit übernahm sie auch ein 122 Milliarden Dollar schweres Portfolio von Krediten, die 2008 abgewertet werden mussten.
Am 18. September 2008 wurde in der Presse berichtet, dass die angeschlagene Investmentbank Morgan Stanley mit Wachovia Gespräche über eine Fusion führte.
Zwei Wochenenden später wurde Wachovia selbst Opfer der US-Immobilienkrise. Am 29. September 2008 wurde mitgeteilt, dass das Bankgeschäft von Wachovia verkauft werden soll.
Das Unternehmen sollte laut einem Bericht des Wall Street Journal vom Montag, dem 6. Oktober 2008, zwischen den beiden Kaufinteressenten Citigroup und Wells Fargo zerschlagen werden. Ende 2008 wurde Wachovia komplett durch Wells Fargo übernommen.